# Centralni bantu jezici zone P
Centralni bantu jezici zone P jedna od glavnih skupina centralnih bantu jezika iz Mozambika i Tanzanije. Obuhvaća (29) jezika, to su:
a. Makua (P.30) (16): chuwabu, kokola, koti, lolo, lomwe, maindo, makhuwa, makhuwa-marrevone, makhuwa-meetto, makhuwa-moniga, makhuwa-saka, makhuwa-shirima, manyawa, marenje, nathembo, takwane;
b. Matumbi (P.10) (7): matumbi, mbunga, ndendeule, ndengereko, ngindo, nindi, rufiji;
c. Yao (P.20) (6): machinga, makonde, mwera ili chimwera, mwera ili nyasa, ndonde hamba, yao.

## Vanjske poveznice
- Ethnologue (14th)
- Ethnologue (15th)